# 杨寿山 (1919年)
杨寿山（1919年—1948年），原名延令，男，山西夏县 人，中国人民解放军将领。

## 生平
杨寿山是山西夏县庙前镇王峪口村人。1937年参加革命工作，1938年加入中国共产党。历任太行四分区民运和军法干事、平顺县独立营副政委以及八路军政治指导员、教导员。1946年，担任中原野战军六纵队十七旅四十九团一营营长等职。1947年襄樊战役后，任中原野战军第六纵队十七旅五十一团团长。1948年11月，淮海战役中，率部在马小庄作战时身亡，年仅30岁。